# Diocèse de Concepción en Paraguay
Ne doit pas être confondu avec Archidiocèse de Concepción ou Diocèse de Concepción.
Le diocèse de Concepción en Paraguay (en latin : Dioecesis Sanctissimae Conceptionis in Paraguay) ; en espagnol : Diócesis de Concepción en Paraguay) est un diocèse de l'Église catholique du Paraguay suffragant de l'archidiocèse d'Asuncion.

## Territoire

Diocèse de Concepción

Il comprend les départements de Concepción et d'Amambay ce qui correspond a un territoire de 30 084 km divisé en 19 paroisses. Le siège épiscopal est dans la ville de Concepción où se trouve la cathédrale de l'Immaculée Conception.

## Histoire
Le diocèse de Concepción et Chaco est érigé le 1er mai 1929 par la constitution apostolique Universi Dominici du pape Pie XI en prenant sur le territoire du diocèse d'Asunción, qui est élevé le même jour au rang d'archidiocèse métropolitain avec Concepción et Chaco comme suffragant.
Le 11 mars 1948 il cède le Gran Chaco pour le vicariat apostolique de Chaco Paraguayo. C'est pour cette raison que l'année suivante, le diocèse de Concepción retire le titre de Chaco et prend son nom actuel par décret de la congrégation pour les évêques du 16 juillet 1949.
Au XXe siècle, il cède encore du territoire à plusieurs reprises pour l'érection de nouvelles juridictions ecclésiastiques : le 21 février 1957 pour la prélature territoriale d'Encarnación e Alto Paraná (aujourd'hui diocèse d'Encarnación); le 2 août 1960 pour la prélature territoriale de Caacupé (aujourd'hui diocèse de Caacupé); le 10 septembre 1961 pour la prélature territoriale de Coronel Oviedo (aujourd'hui diocèse de Coronel Oviedo); le 5 juin 1978 pour le diocèse de San Pedro; et le 28 juin 1980 pour le diocèse de Benjamín Aceval.

## Évêques
- Emilio Sosa Gaona, S.D.B (30 avril 1931 - 14 mai 1963)
  - Sede vacante (1963-1965)
- Aníbal Maricevich Fleitas (4 décembre 1965 - 30 avril 1993)
- Juan Bautista Gavilán Velásquez (5 mars 1994 - 18 décembre 2001) nommé évêque de Coronel Oviedo
- Zacarías Ortiz Rolón, S.D.B (12 juillet 2003 - 11 juillet 2013)
- Miguel Ángel Cabello Almada (11 juillet 2013 - 5 décembre 2024)